# كونراد كنودسن
كونراد كنودسن هو رسام وصحفي ومحرر وسياسي نرويجي، ولد في 19 أغسطس 1890 في درامن في النرويج، وتوفي في 16 يونيو 1959. نشط حزبياً في حزب العمال.

## مناصب
- انتخب عضو برلمان النرويج  [لغات أخرى]‏ عن دائرة Buskerud (Storting constituency) [الإنجليزية]‏ وقد انضم خلال فترته النيابية ‏ (1954 – 1957) للكتلة البرلمانية حزب العمال.
- انتخب عضو برلمان النرويج  [لغات أخرى]‏ عن دائرة Buskerud (Storting constituency) [الإنجليزية]‏ وقد انضم خلال فترته النيابية ‏ (1950 – 1953) للكتلة البرلمانية حزب العمال.
- انتخب عضو برلمان النرويج  [لغات أخرى]‏ عن دائرة Buskerud (Storting constituency) [الإنجليزية]‏ وقد انضم خلال فترته النيابية ‏ (1945 – 1949) للكتلة البرلمانية حزب العمال.
- انتخب ممثل الجمعية البرلمانية لمجلس أوروبا [الإنجليزية]‏ لترشحه ضمن قائمة النرويج، (26 مايو 1952 – 28 أبريل 1958).
- انتخب نائب عن الجمعية البرلمانية لمجلس أوروبا  [لغات أخرى]‏ لترشحه ضمن قائمة النرويج، (13 أغسطس 1949 – 26 مايو 1952).
- انتخب عضو برلمان النرويج  [لغات أخرى]‏ عن دائرة Buskerud (Storting constituency) [الإنجليزية]‏ وقد انضم خلال فترته النيابية ‏ (1937 – 1945) للكتلة البرلمانية حزب العمال.